# Fototipo

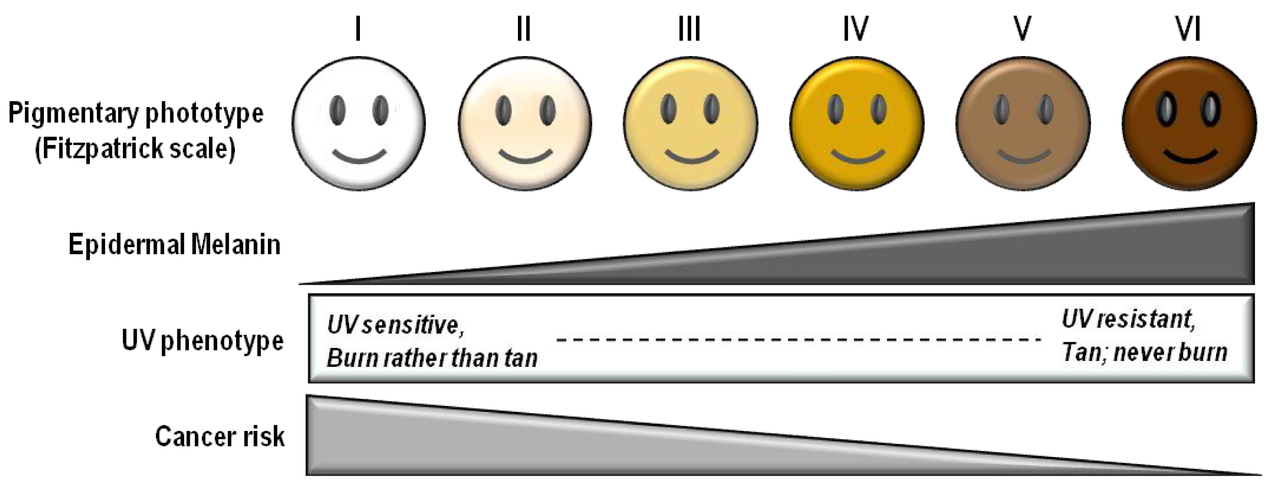
Fototipos según su influencia de pigmentación en el riesgo de cáncer de piel.

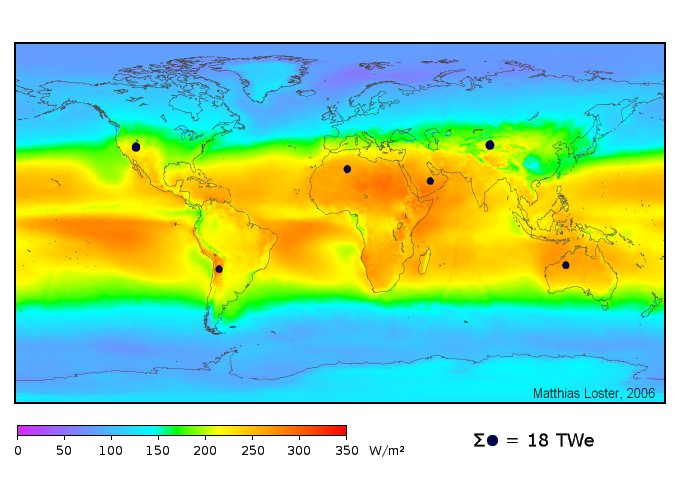
Distribución geográfica de la radiación solar.

Fototipo es la capacidad de la piel para asimilar la radiación solar. Su clasificación oscila entre I y VI según la escala Fitzpatrick, una clasificación numérica para el color de piel desarrollada en 1975 por Thomas B. Fitzpatrick, un dermatólogo de la Universidad de Harvard, como un procedimiento de clasificar la respuesta de los diferentes tipos de piel a la luz ultravioleta (UV). Posteriormente la clasificación fue actualizada para incluir los tipos de piel distintos de la piel "clara". Sigue siendo la herramienta más utilizada en la investigación dermatológica sobre el color de la piel. 
Esta clasificación se utiliza en medicina y en cosmética para recomendar cremas de protección solar con factores que oscilan entre 50 para las pieles más sensibles y 6 para las menos sensibles. Para determinar qué factor de protección necesita un determinado fototipo, se ha de tener en cuenta también el índice de radiación UV a la que se expone la piel. Existe una tabla FPS (factor de protección solar) emitida por la Organización Mundial de la Salud que combina los fototipos de piel y los índices UV para entender que grado de protección solar se necesita en cada momento. Se ha establecido una correspondencia entre los seis fototipos y los 36 grados de la escala cromática de Von Luschan.
La escala de Fitzpatrick describe los siguientes fototipos:
| Fototipo | Escala Von Luschan | Sensibilidad a la insolación | Capacidad de bronceado | Factor FPS propuesto | Denominación científica | Colores de tonalidad             |
| -------- | ------------------ | ---------------------------- | ---------------------- | -------------------- | ----------------------- | -------------------------------- |
| I        | 0-6                | siempre                      | nula                   | 50                   | piel muy clara          | blanca, pálida                   |
| II       | 7-13               | generalmente                 | mínima                 | 30                   | piel clara              | carne, marfil, vainilla          |
| III      | 14-20              | usualmente                   | mediana                | 25                   | piel clara intermedia   | beige, crema, durazno            |
| IV       | 21-27              | poco                         | alta                   | 15                   | piel oliva              | oliva, bronce, trigueña, cobriza |
| V        | 28-34              | raramente                    | muy alta               | 10                   | piel oscura             | marrón, canela                   |
| VI       | 35-36              | nunca                        | total                  | -                    | piel muy oscura         | negra, ébano                     |